# The Life of an Icon
The Life of an Icon (Michael Jackson: The Life of an Icon) è un film documentario del 2011 diretto da Andrew Eastel.
La pellicola biografica è incentrata sul cantante statunitense Michael Jackson ed è prodotta da David Gest e distribuita dalla Universal Pictures.

## Trama
La vita e la carriera del cantante Michael Jackson viene raccontata da alcuni suoi parenti e amici, partendo dalla sua nascita a Gary nello stato dell'Indiana, proseguendo con l'inizio della sua carriera artistica da bambino con i Jackson 5 e giungendo al suo grande successo come artista solista e alla sua eredità artistica. 
Nel film sono presenti anche filmati inediti e interviste di repertorio fatte al cantante stesso così come interviste ad altri artisti che sono stati ispirati da lui o che hanno collaborato con lui negli anni tra cui Whitney Houston, Smokey Robinson, Paul Anka e Dionne Warwick. Contiene inoltre le testimonianze di alcuni attori amici dell'artista come Mickey Rooney e Mark Lester.

## Distribuzione
Il film è uscito in DVD e Blu-ray in tutto il mondo il 2 novembre 2011.